# Projekt 1206
Projekt 1206, mit dem Decknamen „Kalmar“ (russisch „Кальмар“; NATO-Bezeichnung:  Lebed-Klasse), war eine Klasse von Luftkissen-Landungsbooten der sowjetischen Marine, die im Kalten Krieg entwickelt wurde, um von größeren Landungsschiffen aus eingesetzt zu werden.

## Entwicklung
Das Fahrzeug wurde auf Basis des schwächer motorisierten und leichteren Projekts 1205 entwickelt, mit dem nur Truppen, aber keine Fahrzeuge angelandet werden konnten.
Projekt 1206 sollte von den Landungsschiffen des Projekts 1174 aus eingesetzt werden und erhielt dazu ein geräumiges Transportdeck, auf dem bis zu zwei Schützenpanzer, 112 Soldaten oder ein Kampfpanzer mitgeführt werden konnten.

## Aufbau
Projekt 1206 verfügte über ein durchgängiges Transportdeck, das sich fast über die gesamte Schiffslänge, entlang der zentralen Längsachse, erstreckte und über eine breite Bugrampe auch mit Fahrzeugen betreten oder verlassen werden konnte. Am Heck befanden sich zwei Zugangsluken für Personen. Die Hubpropeller waren in der Fahrzeugmitte an der Backbord und Steuerbordseite montiert, für die Vorwärtsbewegung waren zwei Propeller mit nachgelagerten Steuerrudern achtern auf dem Dach des Aufbaus installiert.
Auf der Oberseite des Aufbaus, an der Backbordseite vorn, befand sich ein kleiner Steuerstand mit Sichtfenstern, gegenüber, an der Steuerbordseite, befand sich die einzige Waffenanlage der Fahrzeuge – ein Turm mit einem Zwillings-12,7-mm-NSW-Maschinengewehr.

## Einheiten
18 Fahrzeuge und zwei Erprobungsträger wurden von der Schwarzmeerwerft bei Feodossija zwischen 1972 und 1985 gebaut. Die Fahrzeuge erhielten keine Namen, sondern Nummern, und das Präfix „D“ (russisch „д“). Bis 1994 wurden alle Einheiten ausgemustert.